# Listă de comunități neîncorporate din statul Missouri

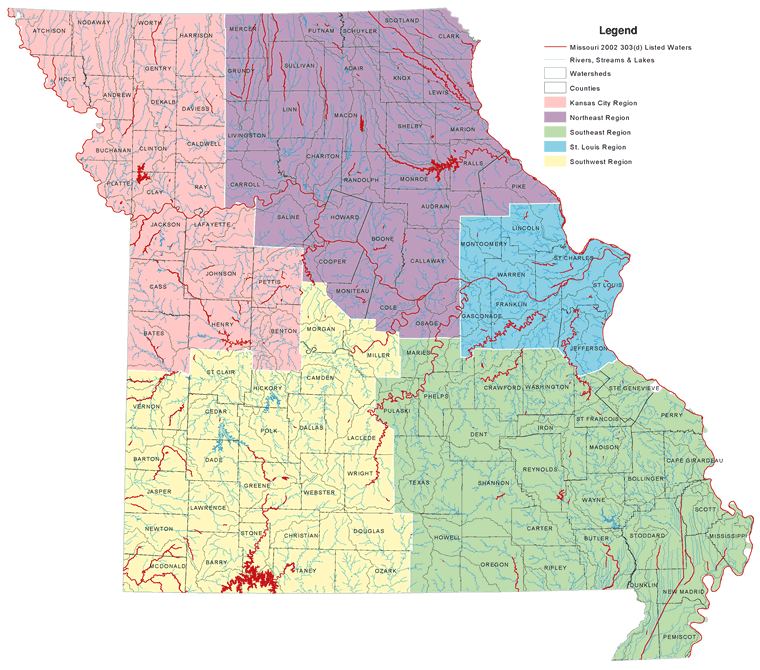
Harta statului
din SUA.

- Această pagină este o listă de zone de localități neîncorporate (în engleză unincorporated communities) din statul Missouri.

- Vedeți și Listă de comitate din statul Missouri.
- Vedeți și Listă de orașe din statul Missouri.
- Vedeți și Listă de sate din statul Missouri.
- Vedeți și Listă de districte civile din statul Missouri.
- Vedeți și Listă de locuri desemnate pentru recensământ din statul Missouri.
- Vedeți și Listă de zone de teritoriu neorganizat din statul Missouri.
- Vedeți și Listă de localități dispărute din statul Missouri.

| Cuprins                                                                                  |
| ---------------------------------------------------------------------------------------- |
| Top A Ă B C D E F G H I Î J K L M N O P Q R S Ș T Ț U V W X Y Z Vezi și Legături externe |

## A
- Arab, comitatul Bollinger
- Akers, comitatul Shannon
- Albatross, comitatul Lawrence
- Alley Spring, comitatul Shannon
- Almartha, comitatul Ozark
- Arkmo, comitatul Dunklin
- Arthur, comitatul Vernon
- Arlington, comitatul Phelps
- Ashley, comitatul Pike
- Aspenhoff, comitatul Warren
- Avalon, comitatul Livingston

## B
- Bahner, comitatul Pettis
- Bardley, comitatele Ripley și Oregon
- Beaman, comitatul Pettis
- Belgique, comitatul Perry
- Bendavis, comitatul Texas
- Berryman, comitatele Crawford și Washington
- Beaufort, comitatul Franklin
- Belgrade, comitatul Washington
- Belleview, comitatul Iron
- Beulah, comitatul Phelps
- Bible Grove, comitatul Scotland
- Big Piney, comitatul Pulaski
- Bird's Point, comitatul Mississippi
- Bixby, comitatul Iron
- Black, comitatul Reynolds
- Blackwell, comitatul Saint Francois
- Bloodland, comitatul Pulaski
- Blue Summit, comitatul Jackson
- Bluffton, comitatul Montgomery
- Boaz, comitatul Christian
- Bois D'Arc, comitatul Greene
- Bona, comitatul Dade
- Bonnots Mill, comitatul Osage
- Boss, comitatul Dent
- Boston, comitatul Barton
- Branch, comitatul Camden
- Braggadocio, comitatul Pemiscot
- Brazeau, comitatul Perry
- Briar, comitatul Ripley
- Bunker, comitatul Polk
- Brinktown, comitatul Maries
- Brixey, comitatul Ozark
- Broseley, comitatul Butler
- Brushyknob, comitatul Douglas
- Bruner, comitatul Christian
- Bryson, comitatul Pettis
- Buckhorn, comitatul Pulaski
- Bucyrus, comitatul Texas
- Budapest, comitatul Ripley
- Buell, comitatul Montgomery
- Bunker, comitatul Dent
- Burfordville, comitatul Cape Girardeau

## C
- Cadet, comitatul Washington
- Caffeyville, comitatul Laclede
- Caplinger Mills, comitatul Cedar
- Cascade, comitatul Wayne
- Catawissa, comitatul Franklin
- Caulfield, comitatul Howell
- Caverna, comitatul McDonald
- Cave Spring, comitatul Greene
- Cedar City, comitatul Callaway
- Celt, comitatul Dallas
- Chesapeake, comitatul Lawrence
- Cherryville, comitatul Crawford
- Chadwick, comitatul Christian
- Chestnutridge, comitatul Christian
- Clara, comitatul Texas
- Clearwater, comitatul Sainte Genevieve
- Clementine, comitatul Phelps
- Clifton City, comitatul Cooper
- Clubb, comitatul Wayne
- Coatsville, comitatul Schuyler
- Coffman, comitatul Sainte Genevieve
- Coldwater, comitatul Wayne
- Colony, comitatul Knox
- Competition, comitatul Laclede
- Conception, comitatul Nodaway
- Conran, comitatul New Madrid
- Cook Station, comitatul Crawford
- Cookville, comitatul Pulaski
- Corridon, comitatul Reynolds
- Corso, comitatul Lincoln
- Couch, comitatul Oregon
- Courtois, comitatul Washington
- Crosstown, comitatul Perry

## D
- Daisy, comitatul Cape Girardeau
- Davisville, comitatul Crawford
- Dawn, comitatul Livingston
- Deering, comitatul Pemiscot
- Defiance, comitatul Saint Charles
- Deventer, comitatul Mississippi
- Devils Elbow, comitatul Pulaski
- Dillard, comitatul Crawford
- Dittmer, comitatul Jefferson
- Doe Run, comitatul Saint Francois
- Dora, comitatul Ozark
- Dorena, comitatul Mississippi
- Doss, comitatul Dent
- Dresden, comitatul Pettis
- Drury, comitatul Douglas
- Dublin, comitatul Barton
- Dudenville ‡ , comitatele Dade și Jasper
- Dugginsville, comitatul Ozark
- Bunker, comitatul Polk
- Duke, comitatul Phelps
- Durham, comitatul Lewis
- Dutzow, comitatul Warren

## E
- Eagle Rock, comitatul Barry
- East Leavenworth, comitatul Platte
- Ebenezer, comitatul Greene
- Ectonville, comitatul Clay
- Edinburg, comitatul Barry
- Egypt Mills, comitatul Cape Girardeau
- Eldridge, comitatul Laclede
- Elijah, comitatul Ozark
- Elk Creek, comitatul Texas
- Elkhead ‡ , comitatele Christian și Webster
- Ellis Prairie, comitatul Texas
- Elston, comitatul Cole
- Etna, comitatul Scotland
- Etterville, comitatul Miller
- Bunker, comitatul Polk
- Eugene, comitatul Cole
- Eunice, comitatul Texas

## F
- Fagus, comitatul Butler
- Fairdealing, comitatul Ripley
- Fairport, comitatul DeKalb
- Farrar, comitatul Perry
- Falcon, comitatul Laclede
- Fanning, comitatul Crawford
- Faucett, comitatul Buchanan
- Flat, comitatul Phelps
- Fletcher, comitatul Jefferson
- Florence, comitatul Morgan
- Foil, comitatul Ozark
- Folk, comitatul Osage
- Forbes, comitatul Holt
- Fortuna, comitatul Moniteau
- Frankclay, comitatul Saint Francois
- Frankenstein, comitatul Osage
- Fremont, comitatul Carter
- French Village, comitatul Saint Francois
- Friedheim, comitatul Cape Girardeau
- Fruitland, comitatul Cape Girardeau

## G
- Garrison, comitatul Christian
- Gascozark, comitatul Pulaski
- Gatewood, comitatul Ripley
- Gentryville, comitatul Douglas
- Georgetown, comitatul Pettis
- Gibson, comitatul Dunklin
- Gipsy, comitatul Bollinger
- Gladden, comitatul Dent
- Glover, comitatul Iron
- Gobler, comitatele Dunklin și Pemiscot
- Golden, comitatul Barry
- Goodland, comitatele Iron și Polk
- Graff, comitatul Wright
- Grassy, comitatul Bollinger
- Gray Summit, comitatul Franklin
- Grovespring, comitatul Wright
- Grubville, comitatul Jefferson

## H
- Hammond, comitatul Ozark
- Hardenville, comitatul Ozark
- Hartshorn, comitatul Texas
- Harvester, comitatul Saint Charles
- Hatfield, comitatul Harrison
- Hayden, comitatul Maries
- Hazelgreen, comitatul Laclede
- Heatonville, comitatul Lawrence
- Henley, comitatul Cole
- Harviell, comitatul Butler
- Helena, comitatul Andrew
- Hematite, comitatul Jefferson
- Hendrickson, comitatul Butler
- High Gate, comitatul Maries
- High Point, comitatul Moniteau
- Hinton, comitatul Boone
- Hiram, comitatul Wayne
- Hocomo, comitatul Howell
- Hollywood, comitatul Dunklin
- Hooker, comitatul Pulaski
- Hopewell, comitatul Warren
- Hopewell, comitatul Washington
- Hornet, comitatul Newton
- Horton, comitatul Vernon
- House Springs, comitatul Jefferson
- Howards Ridge, comitatul Ozark
- Huggins, comitatul Texas
- Hunter, comitatul Carter
- Hurricane Deck, comitatul Camden
- Huzzah, comitatul Crawford

## I
- Iantha, comitatul Barton
- Illmo, comitatul Scott
- Ink, comitatul Shannon
- Iron Mountain, comitatul Saint Francois
- Isabella, comitatul Ozark
- Isadora, comitatul Worth
- Irwin, comitatul Barton

## J
- Jadwin, comitatul Dent
- Jenkins, comitatul Barry
- Jerome, comitatul Phelps

## K
- Kaiser, comitatul Camden
- Kaiser, comitatul Miller
- Keltner, comitatul Christian
- Kendricktown, comitatul Jasper
- Kenoma, comitatul Barton
- Kewanee, comitatul New Madrid
- Kimble, comitatul Texas
- Knob Lick, comitatul Saint Francois
- Koeltztown, comitatul Osage

## L
- La Tour, comitatul Johnson
- Labadie, comitatul Franklin
- Lake Spring, comitatul Dent
- Langdon, comitatul Atchison
- Lanton, comitatul Howell
- Laquey, comitatul Pulaski
- Latham, comitatul Moniteau
- Lecoma, comitatul Dent
- Leeper, comitatul Wayne
- Lemons, comitatul Putnam
- Lenox, comitatul Dent
- Leopold, comitatul Bollinger
- Lesterville, comitatul Reynolds
- Liguori, comitatul Jefferson
- Linden, comitatul Christian
- Lodi, comitatul Wayne
- Logan, comitatul Greene
- Logan, comitatul Lawrence
- Lonedell, comitatul Franklin
- Long Lane, comitatul Dallas
- Longrun, comitatul Ozark
- Longview, comitatul McDonald
- Longwood, comitatul Pettis
- Loose Creek, comitatul Osage
- Lowndes, comitatul Wayne
- Luebbering, comitatul Franklin
- Lutie, comitatul Ozark
- Lynchburg, comitatul Laclede

## M
- Macomb, comitatul Wright
- Mammoth, comitatul Ozark
- Manes, comitatul Wright
- Mapaville, comitatul Jefferson
- Maples, comitatul Texas
- Marshall Junction, comitatul Saline
- Martinsville, comitatul Harrison
- Matson, comitatul Saint Charles
- Maxville, comitatul Jasper
- Maywood, comitatul Lewis
- McKinley, comitatul Lawrence
- McGee, comitatul Wayne
- McGirk, comitatul Moniteau
- Menfro, comitatul Perry
- Miami Station, comitatul Carroll
- Middle Brook ‡ , comitatele Iron și Saint Francois
- Midridge, comitatul Shannon
- Mill Grove, comitatul Comitatul Mercer
- Millersville, comitatul Cape Girardeau
- Minden, comitatul Lawrence
- Minden, comitatul Warren
- Mineola, comitatul Montgomery
- Modena, comitatul Comitatul Mercer
- Monark Springs, comitatul Newton
- Montauk, comitatul Dent
- Montier, comitatul Shannon
- Montreal, comitatul Camden
- Moody, comitatul Howell
- Morgan, comitatul Laclede
- Morse Mill, comitatul Jefferson
- Moselle, comitatul Franklin
- Mount Sterling, comitatul Gasconade
- Myrtle, comitatul Oregon

## N
- Napton, comitatul Saline
- Nashville, comitatul Barton
- New Boston, comitatul Linn
- New Hartford, comitatul Pike
- New Offenburg, comitatul Sainte Genevieve
- New Point, comitatul Holt
- New Wells, comitatul Cape Girardeau
- Newland, comitatul Pettis
- Noble, comitatul Ozark
- Nodaway, comitatul Andrew
- Nona, comitatul Saint Charles
- Northview, comitatul Webster
- Northwye, comitatul Phelps
- Nottinghill, comitatul Ozark

## O
- Oak Grove Heights, comitatul Greene
- Ocie ‡ , Ozark și Taney
- Odin, comitatul Wright
- Oldfield, comitatul Christian
- Olney, comitatul Lincoln
- Orchard Farm, comitatul Saint Charles
- Oriole, comitatul Cape Girardeau
- Oxford, comitatul Worth
- Oxly, comitatul Ripley

## P
- Paris Springs Junction, comitatul Lawrence
- Patterson, comitatul Wayne
- Patton, comitatul Bollinger
- Peace Valley, comitatul Howell
- Peach Orchard, comitatul Pemiscot
- Perkins, comitatul Scott
- Phelps, comitatul Lawrence
- Pine, comitatul Ripley
- Pittsburg, comitatul Hickory
- Plano, comitatul Greene
- Pleasant Ridge, comitatul Barry
- Plevna, comitatul Knox
- Plew, comitatul Lawrence
- Bunker, comitatul Polk
- Pomona, comitatul Howell
- Pontiac, comitatul Ozark
- Portland, comitatul Callaway
- Postal, comitatul Pettis
- Pottersville, comitatul Howell
- Powell, comitatul McDonald
- Powellville, comitatul Phelps
- Poynor, comitatul Ripley
- Pulaskifield, comitatul Barry

## Q
- Quincy, comitatul Hickory

## R
- Racine, comitatul Newton
- Ravanna, comitatul Comitatul Mercer
- Red Top, comitatul Dallas
- Red Top, comitatul Webster
- Sampson, comitatul Webster
- Redford, comitatul Reynolds
- Reger, comitatul Sullivan
- Rescue, comitatul Lawrence
- Reynolds, comitatul Reynolds
- Rich Fountain, comitatul Osage
- Richwoods, comitatul Washington
- Riggs, comitatul Boone
- River aux Vases, comitatul Sainte Genevieve
- Roach, comitatul Camden
- Robertsville, comitatul Franklin
- Roby, comitatul Texas
- Rockbridge, comitatul Ozark
- Rocky Comfort, comitatul McDonald
- Rocky Mount, comitatul Morgan
- Rocky Ridge, comitatul Sainte Genevieve
- Romance, comitatul Ozark
- Rombauer, comitatul Butler
- Rosati, comitatul Phelps

## S
- Saint Albans, comitatul Franklin
- Saint Annie, comitatul Laclede
- Saint Catherine, comitatul Linn
- Saint Patrick, comitatul Clark
- Santa Fe, comitatul Monroe
- Sampson, comitatul Webster
- Saverton, comitatul Ralls
- Scholten, comitatul Barry
- Scotland, comitatul Jasper
- Seaton, comitatul Phelps
- Seeburger, comitatul Saint Charles
- Shelby, comitatul Linn
- Shook, comitatul Wayne
- Siloam Springs, comitatul Howell
- Silva, comitatul Wayne
- Sleeper, comitatul Laclede
- Sligo, comitatul Dent
- Smallett, comitatul Douglas
- Solo, comitatul Texas
- Souder, comitatul Ozark
- South Fork, comitatul Howell
- Spencer, comitatul Lawrence
- Speed, comitatul Cooper
- Spring City, comitatul Newton
- Spring Fork, comitatul Pettis
- Squires, comitatul Douglas
- Stanton, comitatul Franklin
- Steffenville, comitatul Lewis
- Stet, comitatul Ray
- Sturdivant, comitatul Bollinger
- Success, comitatul Texas
- Sundown, comitatul Ozark
- Sulphur Springs, comitatul Jefferson
- Swedeborg, comitatul Pulaski
- Sycamore, comitatul Ozark

## T
- Taberville, comitatul Saint Clair
- Tebbetts, comitatul Callaway
- Tecumseh, comitatul Ozark
- Tedieville, comitatul Pettis
- Teresita, comitatul Shannon
- Terre du Lac, comitatul Saint Francois
- Bardley, comitatul Oregon
- Thornfield, comitatul Ozark
- Tiff, comitatul Washington
- Tiff City, comitatul McDonald
- Bunker, comitatul Polk
- Tipton Ford, comitatul Newton
- Trail, comitatul Ozark
- Treloar, comitatul Warren
- Tunas, comitatul Dallas
- Turners, comitatul Greene
- Two Mile Prairie, comitatul Boone

## U
- Udall, comitatul Ozark
- Ulman, comitatul Miller
- Uniontown, comitatul Perry
- Upton, comitatul Texas

## V
- Valles Mines, comitatul Jefferson
- Vanzant, comitatul Douglas
- Vichy, comitatul Maries
- Villa Ridge, comitatul Franklin
- Viola, comitatul Barry
- Virgil City, comitatul Vernon
- Vulcan, comitatul Iron

## W
- Waldron, comitatul Platte
- Wallace, comitatul Buchanan
- Wanda, comitatul Newton
- Wappapello, comitatul Wayne
- Wasola, comitatul Ozark
- Weingarten, comitatul Sainte Genevieve
- Wesco, comitatul Crawford
- Wheelerville, comitatul Barry
- White Oak, comitatul Dunklin
- Williamsburg, comitatul Callaway
- Williamstown, comitatul Lewis
- Willhoit, comitatul Ozark
- Windyville, comitatul Dallas
- Winigan, comitatul Sullivan
- Wittenberg, comitatul Perry
- Wolf Island, comitatul Mississippi
- Womack, comitatul Sainte Genevieve

## Y
- Yarrow, comitatul Adair
- Yonkerville, comitatul Barry
- Yukon, comitatul Texas

## Z
- Zanoni, comitatul Ozark
- Zell, comitatul Sainte Genevieve

## Alte legături interne
- Categorie:Liste de comitate din Statele Unite ale Americii după stat
- Categorie:Liste de orașe din Statele Unite după stat
- Categorie:Liste de târguri din Statele Unite după stat
- Categorie:Liste de districte civile din Statele Unite după stat
- Categorie:Liste de sate din Statele Unite după stat
- Categorie:Liste de comunități neîncorporate din Statele Unite după stat
- Categorie:Liste de localități dispărute din Statele Unite după stat
- Categorie:Liste de comunități desemnate pentru recensământ din Statele Unite după stat
- Categorie:Liste de rezervații amerindiene din Statele Unite după stat
- Categorie:Liste de zone de teritoriu neorganizat din Statele Unite după stat

respectiv
- Listă de comitate din statul Missouri
- Listă de orașe din statul Missouri
- Listă de districte civile din statul Missouri
- Listă de sate din statul Missouri
- Listă de locuri desemnate pentru recensământ din statul Missouri
- Listă de zone de teritoriu neorganizat din statul Missouri
- Listă de localități dispărute din statul Missouri